# Hinata Miyazawa
Hinata Miyazawa (宮澤 ひなた Miyazawa Hinata?,  nacida el 21 de noviembre de 1999 en Kanagawa) es una futbolista japonesa que juega como delantera en el Manchester United de la Women's Super League de Inglaterra.
Desde el 2018 es internacional con la selección de Japón. En la Copa Mundial de 2023 Miyazawa fue la máxima goleadora del torneo con cinco tantos.

## Trayectoria
Miyazawa nació en Minamiashigara el 28 de noviembre de 1999. 

### Clubes
Después de graduarse de la escuela secundaria, se unió a Tokyo Verdy Beleza en 2018. Recibió el Premio a la Mejor Jugadora Joven en la temporada 2018 de la Nadeshiko League. Se transfirió a Mynavi Sendai antes del inicio de la temporada inaugural de la Women Empowerment League en 2021.
El 25 de agosto de 2023 y tras su destacada participación en el Mundial 2023, Miyazawa acordó su salida del Mynavi Sendai para realizar una transferencia internacional. La delantera jugó un total de 39 partidos y marcó 4 goles.
El 6 de septiembre de 2023 fue anunciada oficialmente como nuevo fichaje del Manchester United.
| Club               | País       | Año         |
| ------------------ | ---------- | ----------- |
| Tokyo Verdy Beleza | Japón      | 2018 - 2020 |
| Mynavi Sendai      | Japón      | 2021 - 2023 |
| Manchester United  | Inglaterra | 2023 - act. |

### Selección nacional
En la Copa Mundial de 2023 Miyazawa marcó 5 goles y ganó el premio Bota de Oro como mayor goleadora del torneo.
| Selección | País  | Año    |
| --------- | ----- | ------ |
| Absoluta  | Japón | 2018 - |

#### Estadísticas en la selección nacional
| Selección femenina de fútbol de Japón | Selección femenina de fútbol de Japón | Selección femenina de fútbol de Japón |
| Año                                   | Partidos                              | Goles                                 |
| ------------------------------------- | ------------------------------------- | ------------------------------------- |
| 2018                                  | 1                                     | 0                                     |
| 2019                                  | 1                                     | 0                                     |
| 2020                                  | 0                                     | 0                                     |
| 2021                                  | 2                                     | 0                                     |
| 2022                                  | 13                                    | 4                                     |
| 2023                                  | 11                                    | 5                                     |
| Total                                 | 28                                    | 9                                     |

## Palmarés

### Torneos nacionales
| Título         | Club              | País       | Año  |
| -------------- | ----------------- | ---------- | ---- |
| Women's FA Cup | Manchester United | Inglaterra | 2024 |

## Distinciones individuales
| Distinción                                                               | Año  |
| ------------------------------------------------------------------------ | ---- |
| Bota de Oro a la máxima goleadora de la Copa Mundial de Fútbol (5 goles) | 2023 |